# Help Fight Childhood Cancer
Help Fight Childhood Cancer ist ein Projekt des World Community Grid für verteiltes Rechnen. Das Ziel des Projektes ist das Finden eines Medikaments gegen Neuroblastom (eine der häufigsten Krebsformen im Kindesalter). Es konnten drei Proteine in Verbindung mit Neuroblastom gebracht werden – mit diesem Projekt soll ein Medikament gefunden werden, welches diese Proteine unbrauchbar macht.
Help Fight Childhood Cancer besteht aus 9 Millionen chemischen Experimenten, jedes würde Stunden auf einem einzelnen Computer benötigen – insgesamt würde man 8000 Jahre zur Berechnung benötigen. World Community Grid führt diese Berechnungen parallel aus und beschleunigt die Berechnungszeit drastisch. Es wird angenommen, dass das Projekt innerhalb von 2 Jahren oder weniger berechnet sein wird. 
Zur Teilnahme muss nach einer Registrierung auf der Website von World Community Grid ein kleines Programm (der sogenannte „Grid-Client“) installiert werden, das für Windows, Linux und Mac im Rahmen der BOINC-Software erhältlich ist. Dieses Programm bezieht dann von der Webseite ein Aufgabenpaket. 
Die Ergebnisse der Berechnungen werden gemeinfrei der Forschung zur Verfügung gestellt.